# Diana Iscaye
Diana Iscaye (née le 18 avril 1998 aux Abymes) est une athlète française, spécialiste des épreuves de sprint. 

## Biographie
Diana Iscaye est sacrée championne de France espoir du 400 mètres en 2019.
Elle se classe 3e des championnats de France 2019 et 2020. Elle est sélectionnée dans l'équipe de France de relais 4 × 400 m lors des Jeux olympiques de 2020 mais elle ne participe pas aux compétitions. L'année suivante, dans cette même épreuve, elle participe aux séries des championnats d'Europe 2022 mais elle ne se qualifie pas pour la finale.
Diana Iscaye est policière adjointe et, en janvier 2023, elle intègre le dispositif Équipe Police Nationale,. Elle est qualifiée pour les Jeux Olympiques de Paris 2024,.

## Palmarès
| Date | Compétition     | Lieu   | Résultat | Épreuve   | Temps |
| ---- | --------------- | ------ | -------- | --------- | ----- |
| 2017 | Relais mondiaux | Nassau |          | 4 × 400 m |       |

## Records
| Épreuve | Performance | Lieu         | Date            |
| ------- | ----------- | ------------ | --------------- |
| 200 m   | 23 s 55     | Albi         | 30 juillet 2023 |
| 400 m   | 52 s 22     | Jacksonville | 27 avril 2024   |